# Taciba
Taciba là một đô thị ở bang São Paulo của Brasil.
Đô thị này nằm ở vĩ độ 22º23'23" độ vĩ nam và kinh độ 51º17'05" độ vĩ tây, trên khu vực có độ cao 416 m. Dân số năm 2004 ước tính là 5.463 người. 
Đô thị này có diện tích 609,84 km².

### Sông ngòi
- Ribeirão Laranja Doce

### Các xa lộ
- SP-483